# 에드거 사이어스
에드거 모리스 우드 사이어스(영어: Edger Morries Wood Syers, 1863년 3월 18일 - 1946년 2월 16일)는 싱글과 페어 부문에 참가한 영국의 피겨 스케이팅 선수였다. 싱글 스케이팅 선수로, 그는 1899년 세계 선수권 대회에서 동메달을 획득했다. 그는 1908년 런던 하계 올림픽 페어 부문에서 아내 매지 사이어스와 함께 동메달을 획득했다. 그는 또한 피겨 스케이팅 코치였다.

## 대회 성적

### 남자 싱글
| Event            | 1899 |
| ---------------- | ---- |
| 세계 선수권 대회 | 3위  |

### 페어
| Event       | 1908 |
| ----------- | ---- |
| 하계 올림픽 | 3위  |

## 참조
- “에드거 사이어스의 생애와 올림픽 성적”. 《Olympics at Sports-Reference.com》. Sports Reference LLC. 2010년 3월 4일에 원본 문서에서 보존된 문서. 2011년 1월 4일에 확인함.

1. ↑  “런던 하계 올림픽 피겨 스케이팅 - 페어”. 2016년 3월 4일에 원본 문서에서 보존된 문서. 2015년 12월 2일에 확인함.